# Lords Justices of Ireland
Die Lords Justices of Ireland (formal: Lords Justices General and General Governors of Ireland) waren hohe Amtsträger in Irland zur Zeit des Königreichs Irland (1541–1800) und des Vereinigten Königreichs von Großbritannien und Irland (1801–1922), die in Abwesenheit des Lord Lieutenants of Ireland diesen als Kollegium vertraten. Das Amt ist nicht mit dem Lord Chief Justice of Ireland, des Vorsitzenden des Court of King’s Bench in Irland zu verwechseln.

## Amtsinhaber
Die drei Amtsinhaber waren vor 1800 in der Regel der Lordkanzler von Irland, der Sprecher des irischen Unterhauses und der Erzbischof von Armagh der Church of Ireland, der „Primas von ganz Irland“. Seit der Bildung des Vereinigten Königreichs von Großbritannien und Irland zählte im 19. Jahrhundert zu den Lords Justices meist auch der Commander-in-Chief, Ireland. Es wurden in dieser Zeit bis zu sechs Lord Justices ernannt, deren Macht aber durch den zunehmenden Einfluss des Chief Secretary for Ireland begrenzt war. Mit dem Irish Church Act 1869 verlor der Erzbischof von Armagh seinen Anspruch auf den Titel des Lord Justice.
Nachdem schon in der Diskussion um die irische Home Rule die Abschaffung der Lords Justices diskutiert worden war, bekam das Amt kurzzeitig noch eine gewisse Bedeutung während des  Irischen Unabhängigkeitskrieges. Am 5. Mai 1921 wurden noch einmal sechs Lords Justices eingeschworen, darunter zum ersten Mal nach Jahrhunderten auch drei Katholiken. Nachdem diese durch die Wirren der Auseinandersetzungen nicht verfügbar waren, wurde am 27. Juni 1921 Nevil Macready, General Officer Commanding in Ireland, als Lord Justice berufen, um Sir John Ross als irischen Lord Chancellor im Amt zu vereidigen. In der Folge des anglo-irischen Vertrages und der Teilung Irlands wurde die Lord Lieutenancy of Ireland durch den Irish Free State (Consequential Provisions) Act 1922 abgeschafft und durch den Generalgouverneur des irischen Freistaats und den Gouverneur von Nordirland ersetzt.